# 野上透
野上 透（のがみ とおる、1935年〈昭和10年〉- 2002年〈平成14年〉）は、日本の写真家。本名は、根岸 秀廸（ねぎし ひでみち）。
1935年（昭和10年）、東京都台東区に生まれる。1958年（昭和33年）、日本大学芸術学部写真学科を卒業後、講談社へ入社。1964年（昭和39年）にフリーランスとなる。文士をはじめ、各界で活躍する人々の人物写真、報道写真、ルポルタージュ等を撮影。1977年（昭和52年）、第8回講談社出版文化賞を受賞。女子美術大学、NHK文化センターの講師を務める。2002年（平成14年）、死去。
作品は東京都写真美術館、JCIIフォトサロン、日本写真保存センター、日本大学芸術学部、横浜市民ギャラリーなどに収蔵されている。

## 生涯
1935年（昭和10年）5月、上野広小路（東京都台東区）で、履物家を営む家に生まれる。7人兄弟の5男であった。
台東区立黒門小学校、台東区立黒門中学校、東京都立上野高等学校へと進学。高校では写真のクラブに所属していた。
1953年（昭和28年）4月、日本大学芸術学部写真学科に入学する。大学の同期に、木村惠一、熊切圭介、齋藤康一、高村規、松本徳彦がいて、6人の写真家による同人会「六の会」発足の契機となる。6人の繋がりは生涯続いた。

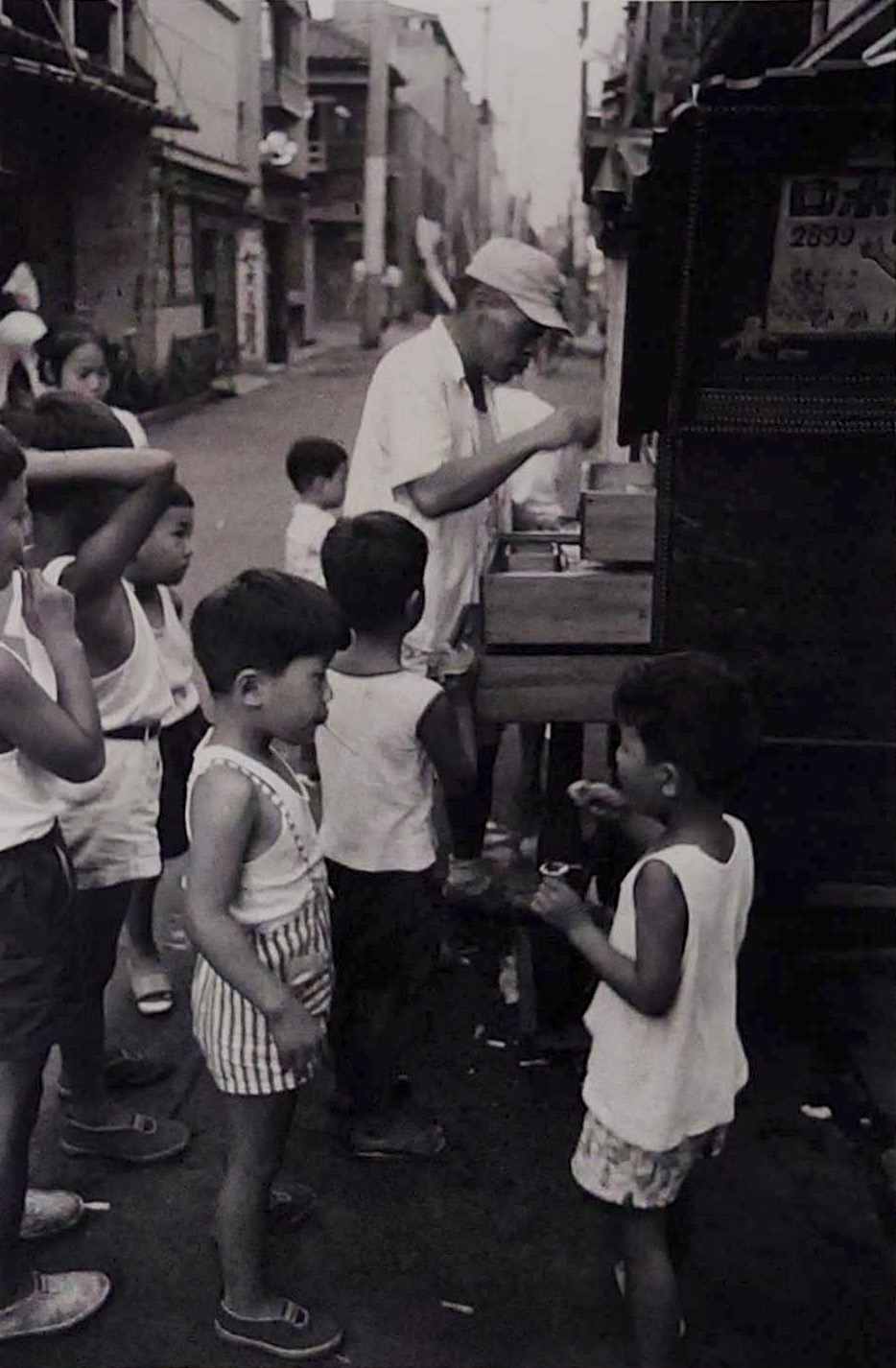
野上透 学生時代の作品#01
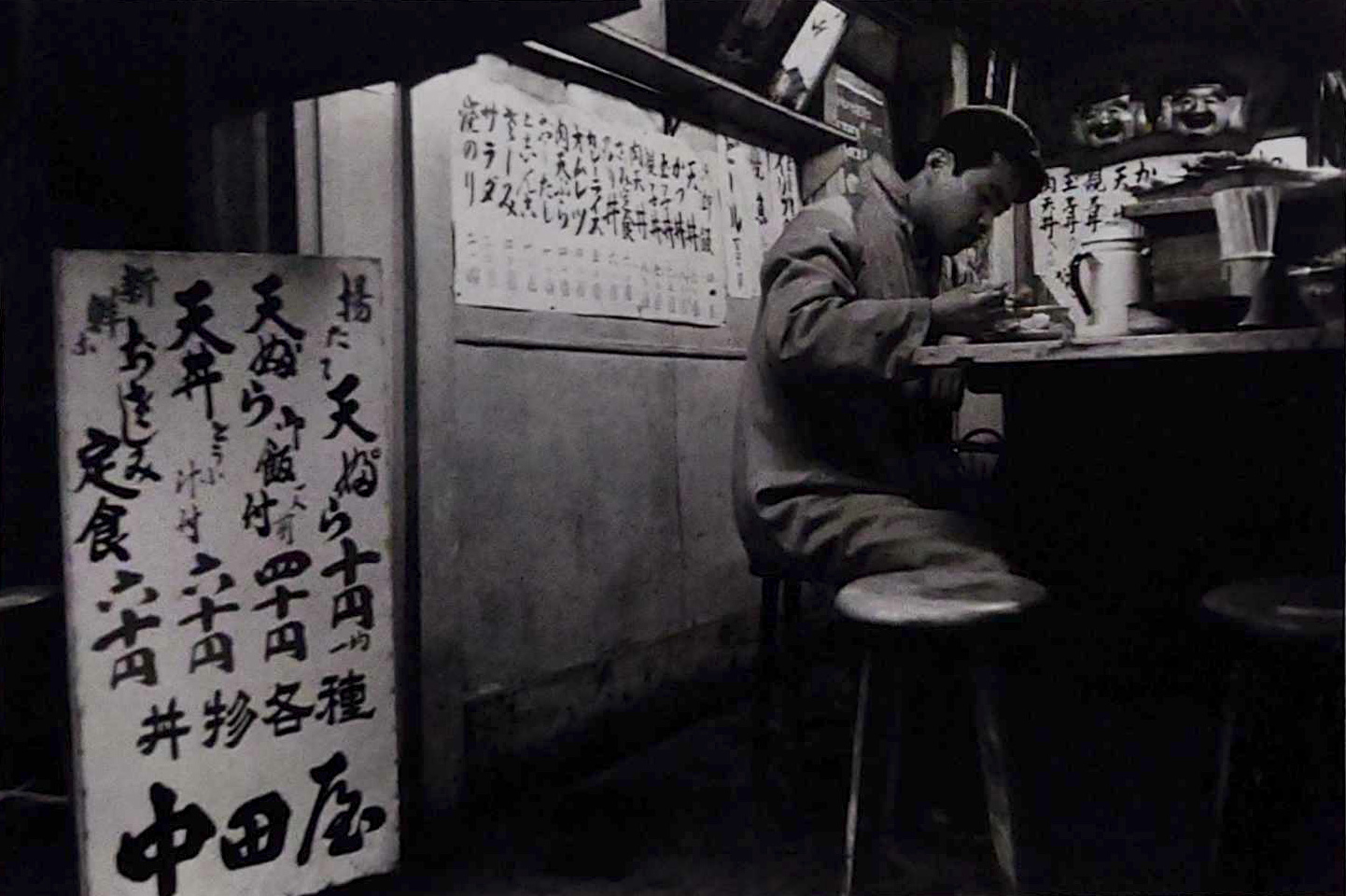
野上透 学生時代の作品#02
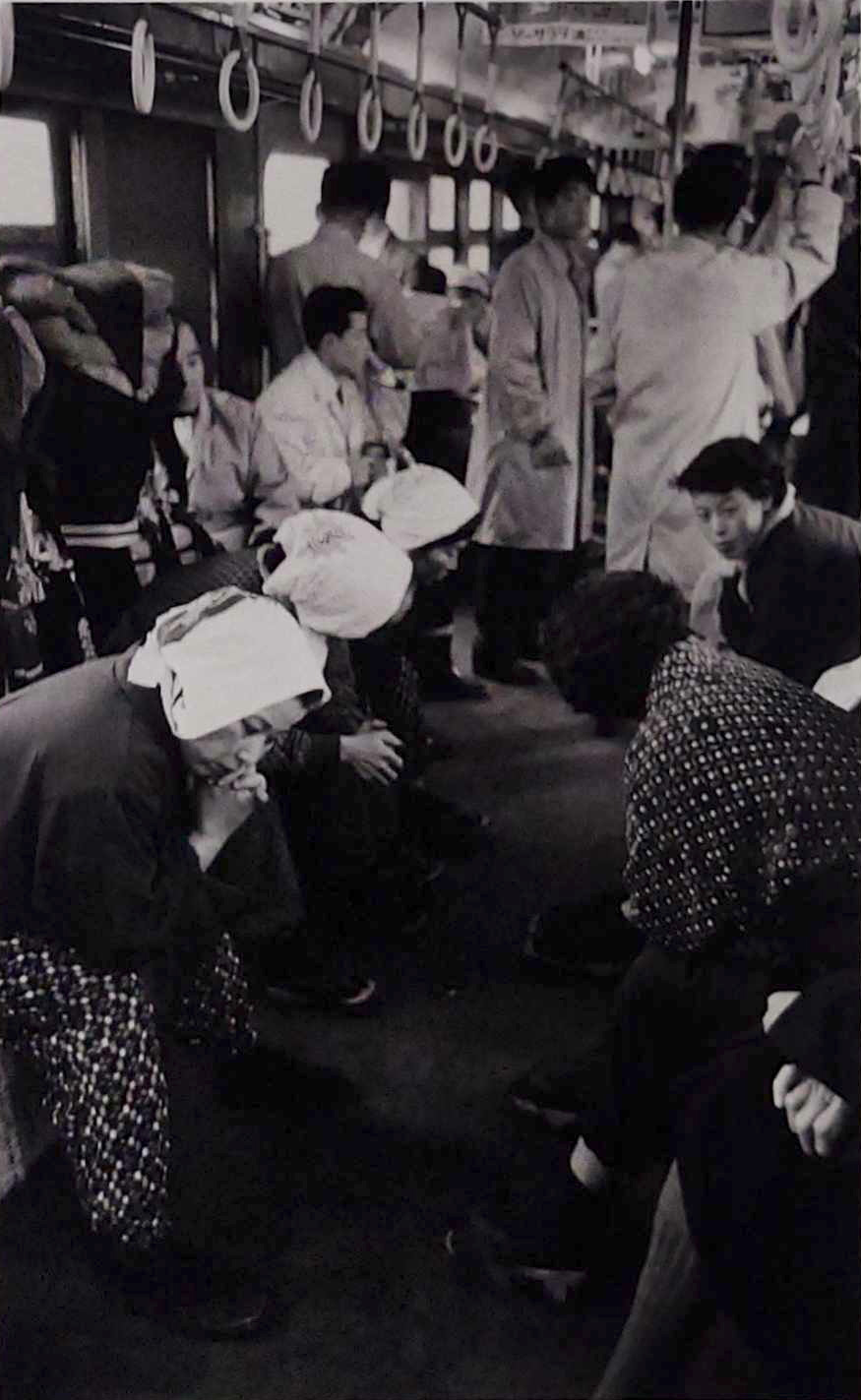
野上透 学生時代の作品#03

1958年（昭和33年）、日本大学芸術学部写真学科を卒業後、講談社へ入社。写真部に配属される。
雑誌『群像』の編集長であった大久保房男より、文士を撮るように告げられる。彼から「文士は強い個性を持っているから、写真にはそれが出ていないといかん」「1枚の写真に物語を感じさせるものでなくてはいかん」と言われる。この大久保との出会いが、後に野上が200人以上の文士を撮る端緒となる。「作家を撮るとき、要するに僕の印象になるわけだが、その人らしさを徹底的に追及する」、そして「若いわりには僕は作家が全然こわくなかった」と野上は述懐している。
1959年（昭和34年）、雑誌『週刊現代』が創刊。大久保が編集長を兼任する。野上は『週刊現代』の編集部員となり、グラビアページや表紙の撮影を務めるようになる。
同年、『週刊少年マガジン』も創刊され、表紙を飾る「大関朝汐関と少年」を撮影する。当時の講談社では、自社の出版物に社員の名前は掲載しないという不文律があったため、野上透というペンネームを使い始める。この名は自身が、上野で生まれ育ったことに由来する。
1964年（昭和39年）、講談社を退社しフリーランスとなる。まず取り組んだのは、文学全集『われらの文学』（講談社）と『現代の文学』（講談社）の撮影だった。安岡章太郎、吉行淳之介、曾野綾子、遠藤周作、阿川弘之、佐藤春夫、三島由紀夫、五木寛之など多くの文士を撮影する。出版物を主な活躍の場として、報道写真やルポルタージュなど多種多様な撮影を担当する。人物写真の撮影対象は文士にとどまらず、政治家、文化人、芸術家、スポーツマンなど多岐にわる。
1977年（昭和52年）、『週刊現代』1月27日号に掲載した「走るワセダ」により、第8回講談社出版文化賞を受賞する。
1984年（昭和59年）頃、49歳のとき甲状腺の癌を患い手術を受ける。術後、体調が戻らないながら、自分のペースで撮影できる作品作りに取り組む。日常の情景の中での群像を捉え、変貌する街の様相や人々の姿を表現する写真を撮るようになる。
1987年（昭和62年）、初の個展「本日も晴天なり」（銀座ニコンサロン）を開催し、日常の情景を撮った作品を発表する。野上は写真展開催にあたり、次のように語っている。「全てがぜいたくになり、物質は豊かに街にあふれているが、何時までこの晴天が続くのだろうか」。
1990年（平成2年）、文士の写真により構成された写真展「文士悠遊」（コニカギャラリー）を開催する。
1993年（平成5年）、写真展「顔で綴る時代史」（JCIIフォトサロン）を催す。文士の写真のほか、吉田茂、細川護熙、松下幸之助、本田宗一郎、
東山魁夷、岡本太郎、森繁久彌、高倉健、吉永小百合、沢田研二、水木しげる、つげ義春、長嶋茂雄、王貞治といった、時代を代表する各界の人物写真、約120点を展示する。
同年に「本日も晴天なり」の続編となる、写真展「曇りのち晴」（コニカギャラリー）を開催。
1994年（平成6年）、ルポルタージュを基にした写真展「女人古寺巡礼」（富士フォトサロン）と、「私のフィレンツェ」（ギャラリーピコ）を開く。
2002年（平成14年）5月、甲状腺癌のため死去。

## 作風・評価

### 作風
- 人物撮影は、「その人物らしさをつかみ、どう表現するかを、瞬時に判断しなければならないので、写真は格闘技である」と、野上は話している[19]。
- 撮影用のライトやストロボを使うのではなく、その場にある自然光をいかした撮影にこだわった。そして、撮影後の写真のトリミングは、出来るだけ避けた。そうすることで、被写体の持つ独特のまなざしをとらえ、個々の人間性や取り巻く空気感を表現しようとした[19]。
- 野上がプリントする白黒写真は、ローキーと呼ばれる黒い部分を強調した写真で、重厚感のある黒の階調が特徴的である[10]。

### 評価
- 講談社『週刊現代』初代編集長で作家の大久保房男は、野上のことを次のように述懐している。「佐藤春夫氏は実際そうではないのだが、鋭く近寄りがたい感じを与えるため、怖い先生といわれていたが、この老大家を入社して三年にもならぬ根岸君に撮ってもらったことがある。うまく撮れたか気になっていたが、彼が私の前に差し出した黒々とした写真[注釈 5]は、佐藤氏の特徴をしっかり写しとっていた。（中略）人を威圧する二つの大きな佐藤氏の耳もちゃんと写しとっていた。彼の才能を私は信じた」[8]。
- 野上の写真は、被写体となった人々との「レンズを通した心の対話が聞こえてくるような作品」である、と評される[19]。

## 主な写真展
- 1987年（昭和62年）
  - 「本日も晴天なり」銀座ニコンサロン（10月20日-11月1日）、大阪ニコンサロン（12月1日-12月7日）[20][21]
- 1990年（平成2年）
  - 「文士悠遊」コニカギャラリー[1][21]
- 1993年（平成5年）
  - 「顔で綴る時代史」JCIIフォトサロン（6月1日-6月30日）[17][21]
  - 「曇りのち晴」コニカギャラリー東京・新宿（11月25日-12月8日）[1]
- 1994年（平成6年）
  - 「曇りのち晴」コニカギャラリー大阪・心斎橋（1月5日-1月19日）、名古屋・広小路（2月3日-2月16）[1]
  - 「女人古寺巡礼」富士フォトサロン[1][21]
  - 「私のフィレンツェ」ギャラリーピコ[1]
- 2003年（平成15年）
  - 「文士の肖像」（約110点、全作品モノクロ）JCIIフォトサロン（9月2日-9月28日）[19]
- 2024年（令和6年）
  - 「本日も晴天なり」ギャラリーバー最終兵器[注釈 6]（6月18日-7月6日）[22]
  - 「本日も晴天なりパート2」ギャラリーバー最終兵器（7月9日-7月27日）[23]
  - 「本日も晴天なりパート3」ギャラリーバー最終兵器（7月30日-8月17日）[24]
  - 「紅白歌合戦　紅組」ギャラリーバー最終兵器（12月17日-2025年2月1日[注釈 7]）[25]
- 2025年（令和7年）
  - 「新日本繁栄論」ギャラリーバー最終兵器（4月1日-4月26日）[26]

## 主な書籍（CD-ROMを含む）
- 高田好胤 編著、野上透 写真『薬師寺への誘い』講談社〈講談社文庫〉、1977年9月。全国書誌番号:77011038。
- 松永伍一、野上透 写真『私のフィレンツェ』講談社〈講談社文庫〉、1977年3月。全国書誌番号:77032762。
- 「中国の旅」日中共同取材班 撮影『中国三万キロ』講談社、1981年8月。全国書誌番号:81044323。
- 杉本苑子、野上透 写真『女人古寺巡礼』講談社、1992年12月。ISBN 4-06-206172-4。
- 野上透『野上透作品展 顔で綴る時代史』JCIIフォトサロン〈JCII Photo Salon library 26〉、1993年6月。全国書誌番号:21394227。
- 野上透『野上透写真展 名士悠遊 顔で綴る時代史』（CD-ROM）日本コダック、1994年。[注釈 8]
- 野上透、根岸美佐子[注釈 9]『野上透作品展 文士の肖像』JCIIフォトサロン〈JCII Photo Salon library 146〉、2003年9月。
- 野上透、根岸基弘[注釈 10]『野上透写真集 文士一瞬』柏艪舎、2006年1月。ISBN 4-434-07145-9。